# 大坪镇 (兴宁市)
大坪镇是中华人民共和国广东省梅州市兴宁市下辖的一个乡镇级行政单位。，位於興寧西北部，西鄰河源龍川縣。距離市區29公里。全鎮總面積187平方公里，人口7萬多人。下轄37個行政村和1個居委會。

## 行政区划
大坪镇下辖以下地区：
大坪社区、鸽池村、黄坑村、兰塘村、咨洞村、大福村、将军村、上河岭村、下河岭村、上大塘村、下大塘村、陶坑村、兰塘寨村、朱坑村、上黄坑村、小碰村、龙塘村、双红村、吴田村、岭东村、岭河村、布骆村、佛坳村、屏汉村、新春村、白云村、胜利村、祠堂村、坪中村、秋水村、兰亭村、长坑村、金坑村、坪光村、坪联村、大东村、潭坑村和友联村。